# Phalaenopsis amabilis
Phalaenopsis amabilis là một loài thực vật có hoa trong họ Lan. Loài này được (L.) Blume miêu tả khoa học đầu tiên năm 1825.

## Hình ảnh

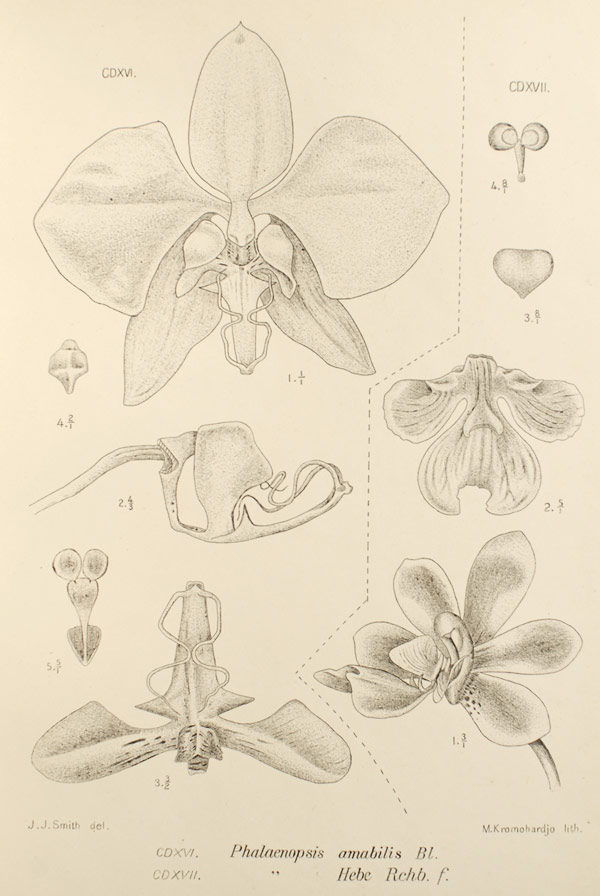
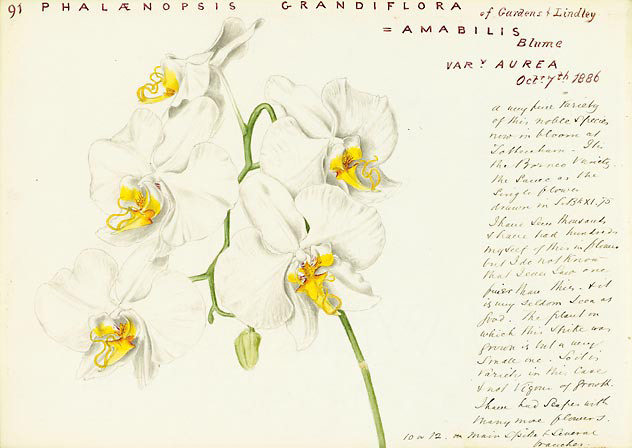
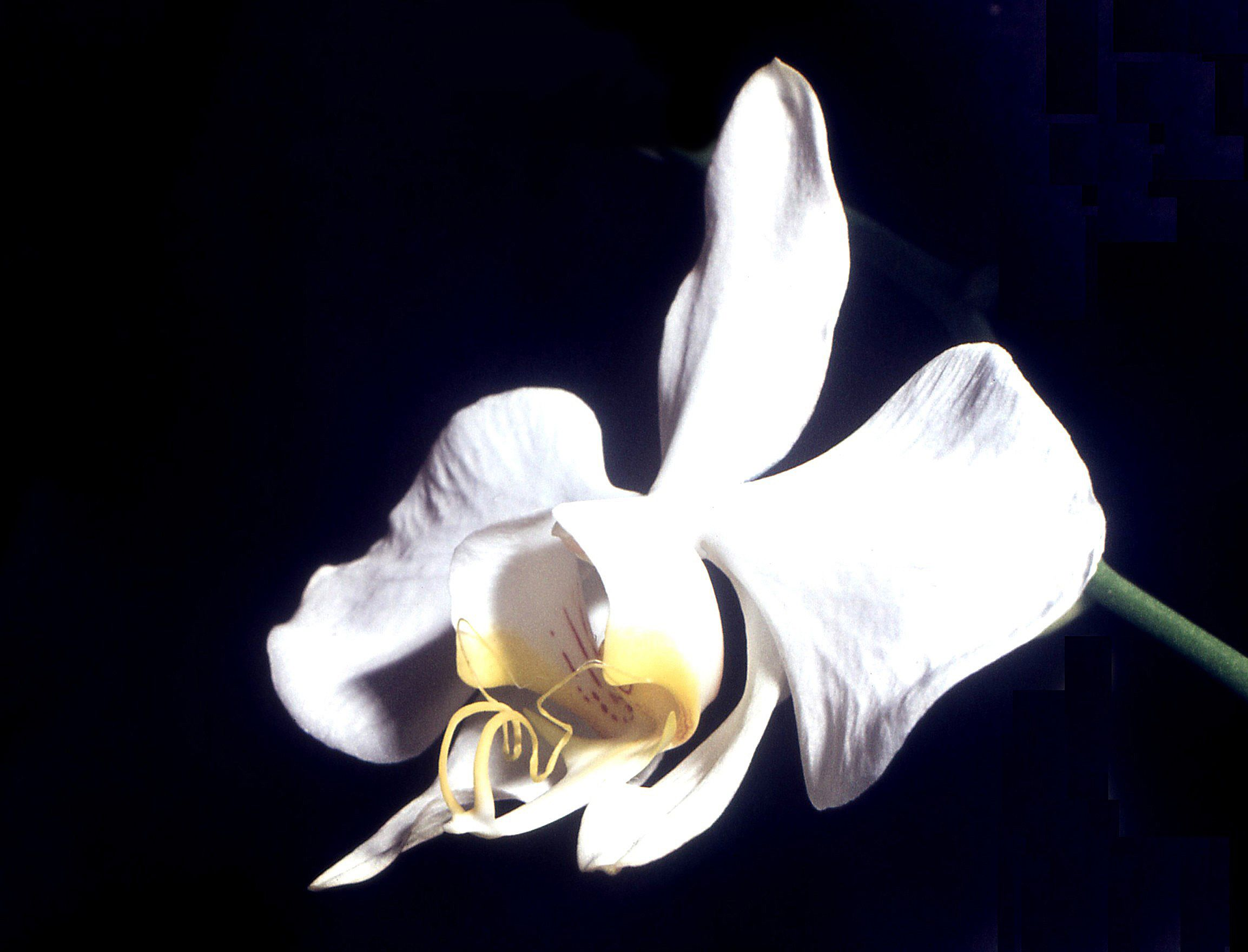
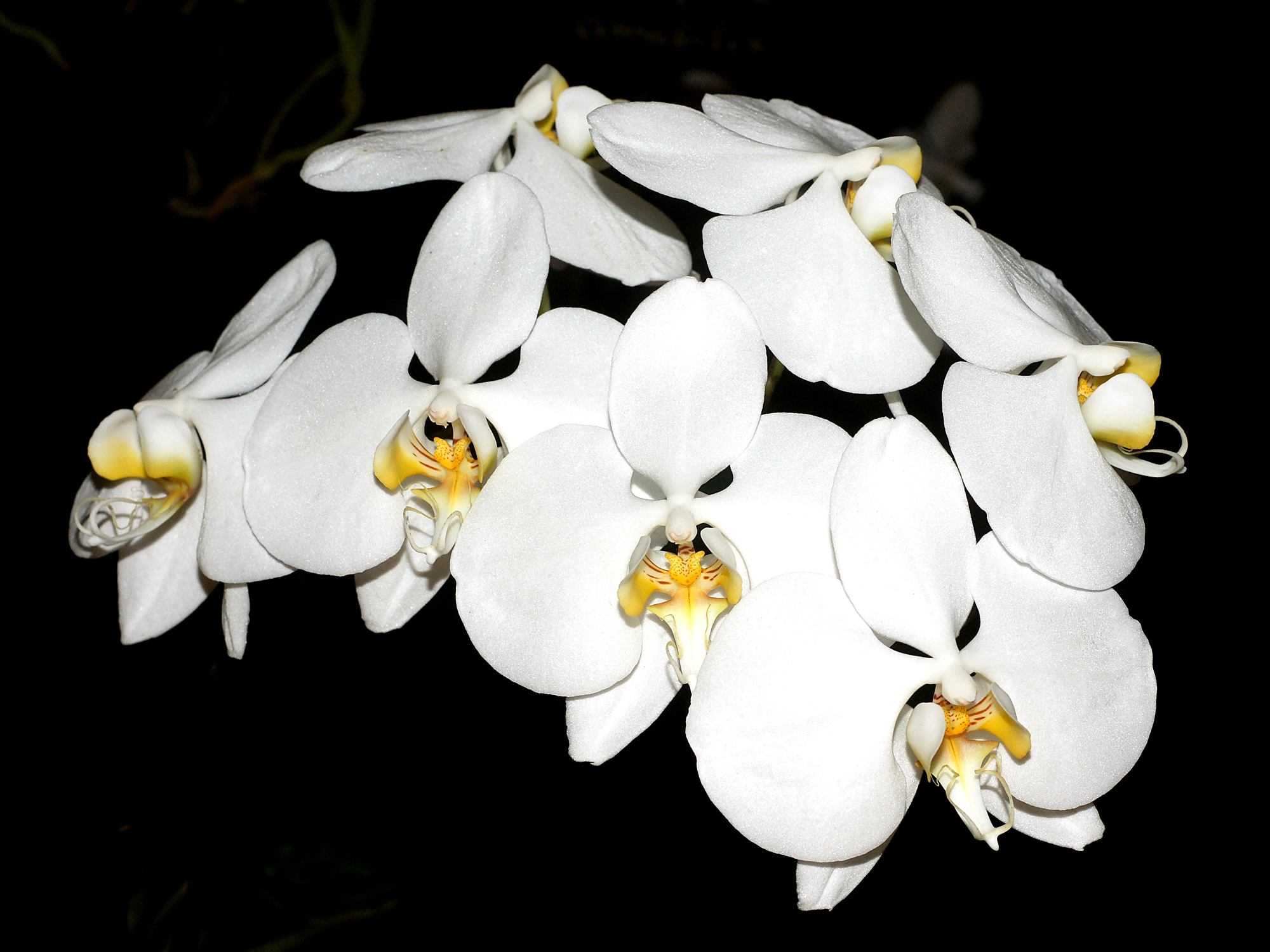